# やねこじき
やねこじきは、徳島県阿波市市場町市場の町筋商店街で毎年5月に開催されていた祭典である。

## 概要
1604年（慶長9年）に蜂須賀家政が旧市場町を訪れた際に、住民が手作りした人形を飾って歓迎したのがやねこじきの始まりとされる。
やねこじきの名前は、蜂須賀家政を歓迎する際の御判物を「やねこい（粗末な）もの」と謙遜したことに由来する。
1605年（慶長10年）には月に三日市を立てることを推し進め、商売に制限を設けず、酒の販売を許した。また商売繁盛の神様として若宮神社で御判物が祀られた。
1983年（昭和58年）には最も多い約30点の人形が町筋商店街を彩り、ピーク時は約3千人の見物客が訪れたが、それ以降は減少し、2018年（平成30年）に414年の歴史に幕を閉じた。
2019年（平成31年）から「やねこじき・de・町おこしの会」が引き継ぎ「やねこじきまつり」としてやねこじきの展示だけでなくマルシェやイベントを開催している。
次回は2026年（令和8年）5月に第7回やねこじきまつりの開催を予定している。